# باركر وليامز
باركر وليامز هو سياسي كندي، ولد في مارس 1873 في المملكة المتحدة، وتوفي في 17 يونيو 1958. حزبياً، نشط في Socialist Party of British Columbia ‏.